# Syllepte dohrnialis
Syllepte dohrnialis là một loài bướm đêm trong họ Crambidae.